# Volkan Yayım
Volkan Yayım, von einigen Quellen auch als Volkan Yayın bezeichnet (* 1. August 1950 in Gölcük (Kocaeli)), ist ein ehemaliger türkischer Fußballspieler und -trainer. Durch seine langjährige Tätigkeit für Zonguldakspor und als Eigengewächs wird er sehr stark mit diesem Verein assoziiert. Von Fan- und Vereinsseiten wird er als einer der bedeutendsten Spieler der Klubgeschichte aufgefasst. Mit 179 Erstligaeinsätzen für Zonguldakspor ist er in der Liste der Spieler mit den meisten Süper-Lig-Einsätzen der Vereinsgeschichte auf dem 7. Platz.

## Spielerkarriere

### Verein
Die Anfänge von Yayıms Fußballkarriere sind undokumentiert. Als erste belegte Tätigkeit begann er ab der Saison 1970/71 für den Zweitligisten Altınordu Izmir zu spielen. Für diesen Verein spielte er die nächsten drei Spielzeiten lang. Zur Saison 1977/78 wurde er vom Erstligisten Zonguldakspor verpflichtet. Hier etablierte er sich in kürzester Zeit als Stammspieler und Leistungsträger. So wurde er bereits im September 1977 türkische A-Nationalspieler. Die Spielzeit 1979/80 beendete er mit seiner Mannschaft völlig überraschend auf dem 3. Tabellenplatz und erreichte damit die beste Erstligaplatzierung der Vereinsgeschichte. Yayım war als Abwehrspieler mit vier Erstligatoren einer der erfolgreichsten Torschützen seiner Mannschaft. Zudem hatte er maßgeblich daran Anteil, dass seine Mannschaft mit 19 Gegentoren nach dem Meister Trabzonspor die Mannschaft mit den wenigsten Gegentoren wurde. In der darauffolgenden Spielzeit blieb Yayıms Team zwar in der Liga mit dem erreichten 7. Tabellenplatz hinter der Vorjahresleistung. Yayım selbst erzielte in dieser Spielzeit sechs Ligatore und lieferte damit seine torreichste Saison seiner Karriere. Er spielte für Zonguldakspor bis zum Sommer 1984. Während dieser Zeit erreichte er mit seinem Team in der Saison 1981/82 den 4. Tabellenplatz und damit die zweitbeste Erstligaplatzierung der Vereinsgeschichte. Yayım zählte auch in dieser Spielzeit zu den wichtigsten Spielern seiner Mannschaft und erzielte in 29 Ligapartien 4 Tore. 
Zur Spielzeit 1984/85 wechselte Yayım zum Ligarivalen MKE Ankaragücü. Bei diesem Verein, der nach Militärputsch in der Türkei 1980 vom türkischer General, Putschisten und anschließenden 7. Staatspräsidenten Kenan Evren gefördert wurde, gelang es ihm nicht sich als Stammspieler zu behaupten. Die Saison beendete er mit seinem Verein auf dem 4. Tabellenplatz und wiederholte damit die beste Erstligaplatzierung der Vereinsgeschichte.
Nachdem seine Tätigkeit der Saison 1985/86 undokumentiert geblieben war, kehrte er im Sommer 1986 wieder zu Zonguldakspor zurück und spielte für diesen Verein das nächste Jahr lang.

### Nationalmannschaft
Yayıms Nationalmannschaftskarriere begann 1977 mit einem Einsatz für die türkische Nationalmannschaft. Hier wurde er im September im Rahmen eines Testspiels gegen die Tschechoslowakische Nationalmannschaft vom Nationaltrainer Metin Türel zum ersten Mal für das Aufgebot der türkischen Nationalmannschaft nominiert und gab in dieser Partie sein A-Länderspieldebüt.
Insgesamt absolvierte er neun A-Länderspiele und erzielte dabei ein Tor.

## Trainerkarriere
Wie seine Fußballspielerkarriere ist auch Yayıms Trainerkarriere in ihren Anfängen undokumentiert. Laut Belegen trainierte er ab 1993 diverse Vereine der unteren Ligen der türkischen Schwarzmeerregion, einschließlich zwei Mal Zonguldakspor.

## Erfolge
Mit Zonguldakspor
- Tabellendritter der Süper Lig: 1979/80
- Tabellenvierter der Süper Lig: 1981/82

Mit MKE Ankaragücü
- Tabellenvierter der Süper Lig: 1984/85